# هنري سكريفن
هنري سكريفن (بالإنجليزية: Henry Scriven)‏ هو قسيس أمريكي، ولد في 30 أغسطس 1951.